# Икономическа история
Икономическата история е изследване за това как икономическите феномени се развиват в историческа перспектива. Анализ в икономическата история се прави, като се използва комбинация от исторически методи, статистически методи и прилагане на икономическа теория към историческата ситуация. Темата включва бизнес история, финансова история и застъпване между социална история като демографската история и история на труда. Количествената (економетрична) икономическа история е понякога наричана климометрика.  Квантитативната (количествената) икономическа история има своя връх през 60-те и 70-те на 20 век, но в последните години е малък фактор в департаментите по история и е маргинализирана в икономическите департаменти също. 

## История и предмет на дисциплината

### История
Спорове между Лондонското училище по икономика (ЛУИ) и Кеймбридж довеждат до отделянето на дисциплината като самостоятелна в Англия и нейното преподаване в отделни департаменти - което е позицията на ЛУИ, за разлика от Кеймбридж, които са на мнение, че икономическата история е просто част от икономиката. Департаментите по икономическа история стават толкова популярни в Англия, че след създаването на Обществото за икономическа история през 1926 в даден момент Кеймбридж също прави такъв. През последните 20 години, обаче, се наблюдава обратното движение - присъединяване на дисциплината или към департаментите по история, или към тези по икономика, само ЛУИ и Университетът в Глазгоу продължават да поддържат отделни програми.

## Икономисти, работили в тази област
Икономисти, работили в областта на икономическата история и получили Нобелова награда, включват: Милтън Фридмън, Робърт Фогел, Дъглас Норт и Мъртън Милър.